# Jakkasandra, Malur
Jakkasandra là một làng thuộc tehsil Malur, huyện Kolar, bang Karnataka, Ấn Độ.